# Navios fantasmas norte-coreanos

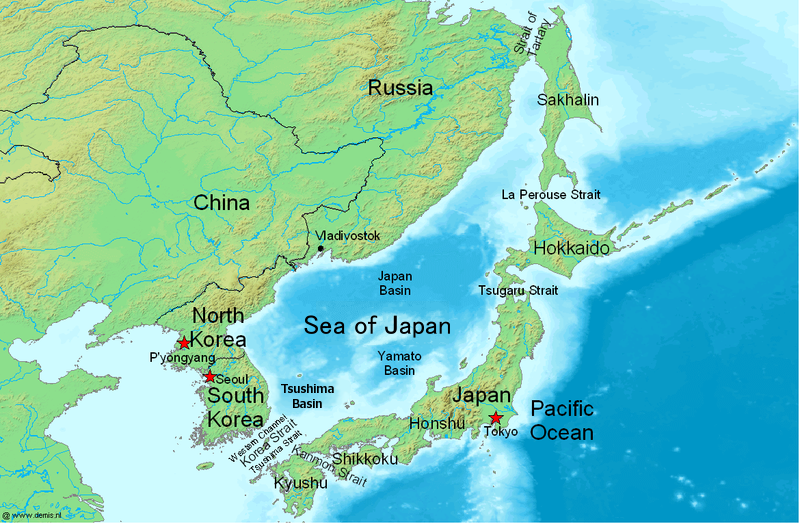
Mar do Japão (Mar do Leste) entre a Coreia do Norte e o Japão

Todos os anos, dezenas de barcos abandonados da Coreia do Norte chegam às costas japonesas; alguns dos barcos abrigam os restos mortais de sua tripulação. Acredita-se que esses "navios fantasmas" são resultados de pescadores norte-coreanos que se perdem no mar e sucumbem à exposição ou à fome.

## Análise

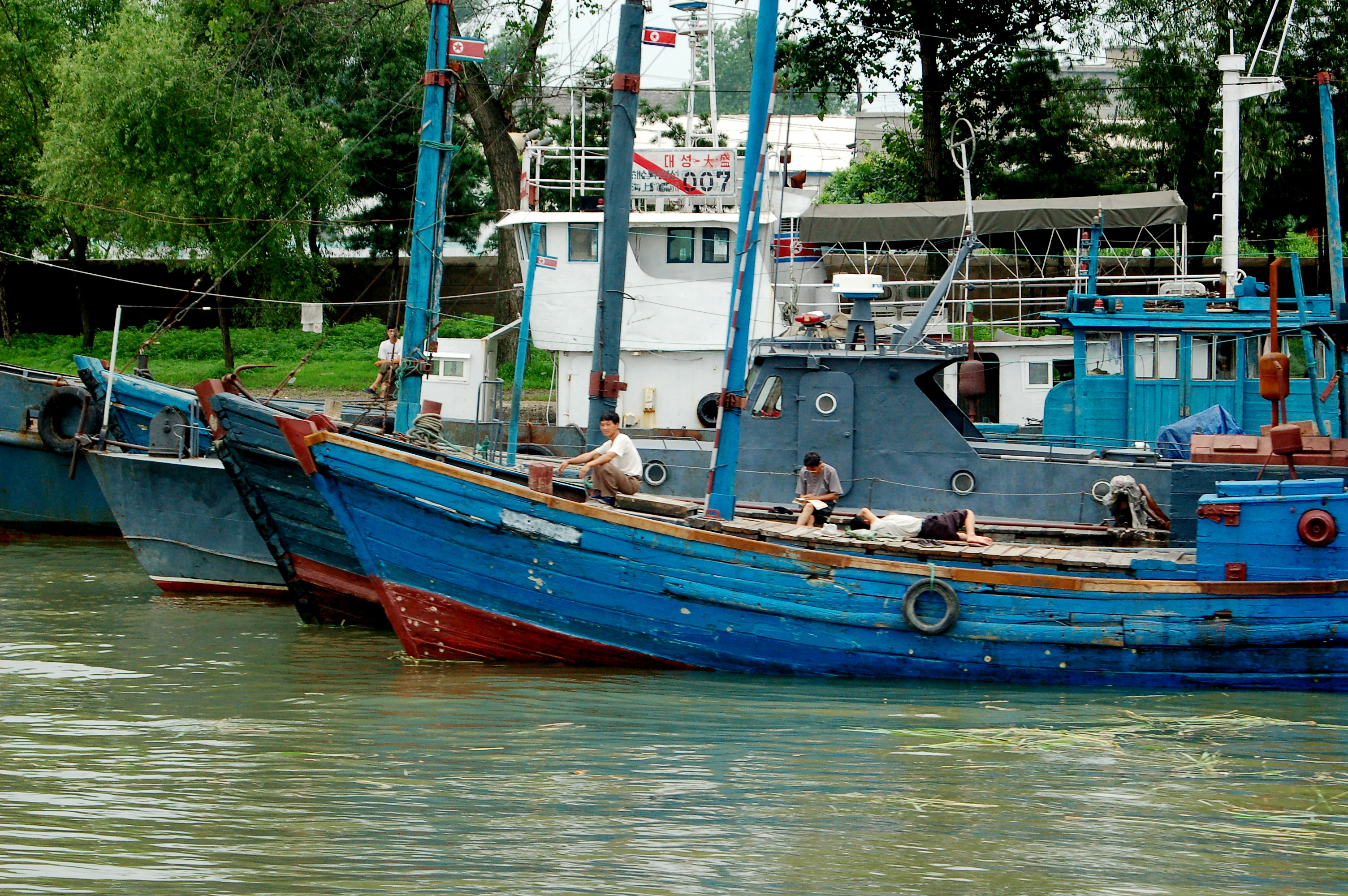
Navios em seu porto de origem na Coreia do Norte

A pesca é uma ocupação perigosa em todo o mundo; por exemplo, a taxa de mortalidade relacionada ao trabalho de pescadores australianos em um estudo foi de 143 por 100 000 pessoas por ano, o que foi 18 vezes a taxa média nacional de mortalidade relacionada ao trabalho da Austrália Durante o inverno, barcos de pesca norte-coreanos saem em busca de caranguejo-rei, lula e peixe-areia (Arctoscopus japonicus). Alguns dos barcos parecem ser operados por soldados ou alugados pelo exército a civis. O peixe é um dos principais produtos de exportação da Coreia do Norte para a China. Os destroços de barcos norte-coreanos frequentemente chegam à costa no norte do Japão durante o inverno devido aos ventos sazonais.
Os navios fantasmas que chegam sem tripulantes vivos geralmente são velhos, não têm motores modernos e potentes e não têm GPS. A falta de comida pode ter um papel na morte da tripulação; com pouca comida a bordo, a exposição e a fome podem se tornar perigos significativos. Estudiosos como John Nilsson-Wright, da Chatham House, consideram improvável que os barcos tenham resultado de tentativas de desertar; considerando que a Coreia do Sul tem laços culturais e linguísticos mais estreitos e está mais perto da Coreia do Norte por barco do que o Japão, a deserção via Japão em vez da Coreia do Sul por barco é invulgar. Existem alguns precedentes, raros, de desertores que acabam perto do Japão. Em 1987, onze desertores migraram da Coreia do Norte para o oeste do Japão. Em 2006, quatro desertores navegaram para o norte do Japão. Em setembro de 2011, nove desertores fizeram acidentalmente uma viagem de cinco dias para águas japonesas em um pequeno barco enquanto tentavam viajar para a Coreia do Sul.
Um analista citado pelo South China Morning Post afirmou que é improvável que navios estejam sendo usados para infiltrar agentes norte-coreanos no Japão, pois seria mais fácil para eles apenas usar passaportes falsos e colocar os agentes a bordo de um voo ou balsa para Japão.
À parte os desertores, barcos de pesca com tripulação viva também chegaram às costas japonesas. Em novembro de 2017, oito homens norte-coreanos e um barco quebrado foram encontrados na costa norte do Japão; os homens afirmaram que haviam chegado à costa depois que o barco quebrou.

### Explicação da pesca ilegal chinesa

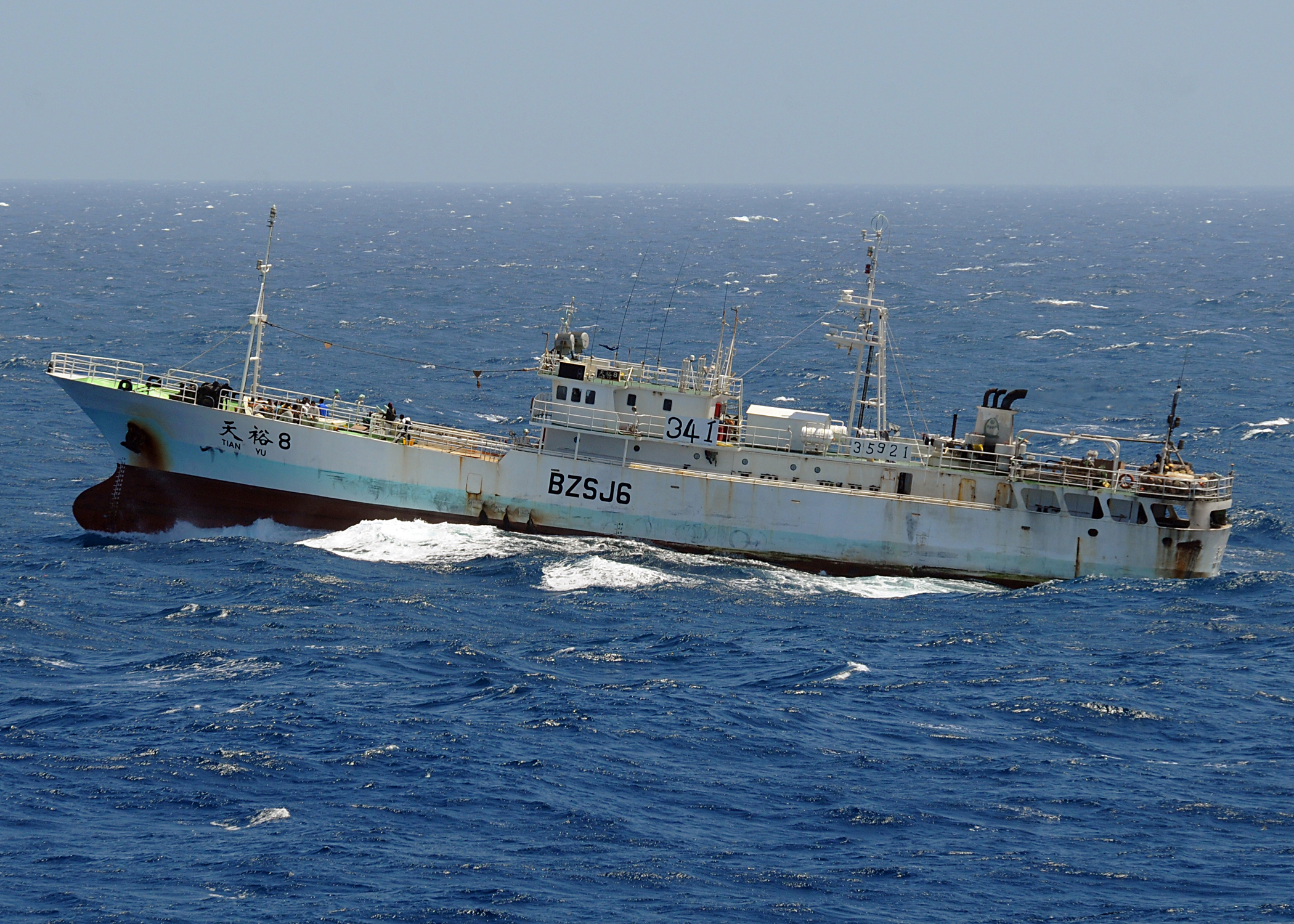
Um grande navio de pesca chinês, longe da China

Os pescadores comerciais chineses se envolveram na pesca de lula em grande escala nas águas norte-coreanas, em violação das sanções da ONU que proíbem os navios de pesca estrangeiros de pescar nas águas norte-coreanas. A frota de pesca de lulas chinesa nas águas da Coreia do Norte chegou por vezes a contar 800 navios e causou um declínio de 70% na população de lulas nessas águas. De acordo com o Global Fisheries Watch “Este é o maior caso conhecido de pesca ilegal perpetrada por uma única frota industrial operando nas águas de outra nação”. O declínio da população de lula como resultado dessa pesca ilegal também é considerado um fator que contribui para o aumento de navios fantasmas norte-coreanos. Acredita-se que isto tenha forçado os pescadores norte-coreanos a aventurarem-se mais longe da costa e a permanecerem mais tempo fora, aumentando muito os riscos de um trabalho já arriscado. A chamada “frota negra” de navios chineses tem colhido meio bilhão de dólares em lulas nas águas da Coreia do Norte desde 2017.

## Disposição
Questionados pelo Los Angeles Times sobre o destino dos barcos e corpos em Wajima, fontes locais afirmam que os corpos não identificados ou pedidos são cremados e suas cinzas armazenadas em um complexo budista. Os barcos são eventualmente desmontados, destruídos e incinerados.

## Estatísticas
- 2011 - Primeiro ano para o qual existem dados oficiais da Guarda Costeira Japonesa; as contagens dos anos anteriores podem ser semelhantes, mas não há dados anteriores a 2011 disponíveis. 57 barcos relatados em 2011; número de órgãos não é divulgado.[16] Como cada destroço é contado como um incidente separado, o número de barcos pode ser exagerado.[17] Acredita-se que a maioria seja de origem norte-coreana, devido às letras típicas, à natureza primitiva dos barcos e, ocasionalmente, outras pistas; entretanto, não se pode descartar que alguns dos barcos possam ser da Coreia do Sul ou de outro lugar.[16]
- 2012 - 47 barcos relatados.[16]
- 2013 - 80 barcos relatados.[16]
- 2014 - 65 barcos relatados.[16]
- 2015 - 34 barcos reportados para o ano até à data, a partir de 27 de novembro de 2015. De acordo com a NHK, os naufrágios registrados em outubro e novembro contêm os restos mortais de 25 corpos no total.[17] A guarda costeira afirmou que os corpos estavam bastante decompostos; um barco continha seis crânios, sugerindo que o barco estava à deriva há muito tempo.[18]
- 2016 - Cerca de 24 barcos chegaram à costa japonesa, segundo a Fox News.[19] A Sky News relatou 66 ou mais barcos, incluindo barcos encontrados à deriva na costa.[20][21]
- 2017 - Um recorde de 104 barcos com pelo menos 31 corpos (e pelo menos 42 sobreviventes) foi relatado,[22][23] incluindo um barco de madeira de 6,7 metros contendo oito corpos esqueletizados encontrados no final de novembro. Analistas citados pela Fox News atribuíram o aumento de navios fantasmas norte-coreanos à escassez de alimentos na Coreia do Norte e ao aumento das sanções contra Kim Jong Un.[19]
- 2018 - 89 barcos com 12 corpos foram relatados para o ano até à data, em 13 de novembro de 2018.[24]
- 2019 - Pelo menos 156 barcos foram relatados. Em um caso, sete corpos foram levados para a ilha do Sado em 28 de dezembro de 2019.[25]

Navios fantasmas norte-coreanos também foram relatados no Extremo Oriente Russo.